# Symmorie
La symmorie désigne une classe de citoyens de l’Athènes antique du IVe siècle av. J.-C., groupe de contribuables chargés de prendre en charge collectivement le financement d’une triérarchie ou le paiement d’une part de l’eisphora, impôt levé par la Cité. Les symmories sont réparties selon leur fortune. 

## Eisphoraet symmorie
Pour faciliter le recouvrement de l’eisphora par la cité, « les Athéniens furent pour la première fois divisés en symmories sous l'archontat de Nausinicos », en -378/-377. Chacune des cent symmories regroupaient semble-t-il une douzaine de membres, les symmorites, et prenait à sa charge 1/100 de l’eisphora levée par la cité sur décision de l’Assemblée des citoyens. Pour que le système soit équitable, l’ensemble des capitaux possédés par les membres d’une symmorie devait être équivalent à ceux réunis dans chacune des autres symmories. Le choix ne se faisait donc pas au hasard, mais en fonction de ce critère, de manière que l’assiette de chaque symmorie soit équivalente, dans la mesure où chacune versait la même somme à la cité. 
Dans le cadre d’une des réformes de Callistrate, la proeisphora, les trois plus riches membres de chaque symmorie étaient chargés d’avancer la somme due, à charge pour eux de se faire rembourser ultérieurement par les autres symmorites, sans que cela soit toujours très facile semble-t-il. Les sources, entre autres le Contre Phénippos de Démosthène distinguent dès lors de manière explicite ce groupe particulier, celui des plus riches Athéniens chargés de faciliter le recouvrement de l’impôt dans leurs symmories respectives, dits les « Trois Cents » : ces 300 forment la première symmorie. Dans la mesure où la première attestation de paiement de la proeisphora date uniquement de -364, on ne sait si cette institution liturgique fut d’emblée, dès -378, associée au système des symmories, mais il est tentant de considérer que la création des deux systèmes est liée. L’autre hypothèse serait que l'impopularité de l’impôt et les difficultés de recouvrement constatées aient entraîné ce système de recours préalable aux trois plus riches des citoyens de la symmorie en leur laissant la responsabilité de réclamer l’argent avancé que leur devait dès lors les autres symmorites